# Мелані Джой
Мелані Джой (англ. Melanie Joy; нар. 2 вересня 1966) — американська психологиня, публіцистка та веганська активістка.
Вперше сформулювала поняття карнізму і в своїх публікаціях розвиває теорії причин, з яких люди їдять тварин. Мелані Джой описує карнізм як невидиму систему переконань, яка поділяє тварин на категорії «їстівних» та «неїстівних». Карнізм — це ідеологія, яка характеризується тим, що вважає споживання м‘яса нормальним, природним і необхідним. Це переконання дозволяє зрештою людям, які їдять м‘ясо, відмежовуватися від свого співчуття до тварин, яких вони їдять. Їхня набута апатія підтверджується за допомогою низки психологічних захисних механізмів. До найважливіших механізмів, які описує Джой, належить деіндивідуалізація тварин і сприйняття їх як групи.